# Jim Rodford
James Walter Rodford (7 de juliol de 1941 – 20 de gener de 2018) fou un músic anglès, que va tocar el baix elèctric per diversos grups de rock britànics. Va ser baixista de The Kinks des del 1978 fins que es van separar el 1996. El 2004, va unir-se a The Zombies, amb qui havia estat estretament relacionat des de principis de la dècada de 1960, i en va ser membre fins a la seva mort el 2018. També va ser membre de The Swinging Blue Jeans i The Kast Off Kinks.